# Glangleu
Glangleu est une localité de l'ouest de la Côte d'Ivoire, et appartenant au département de Zouan-Hounien, Région des Dix-Huit Montagnes. La localité de Glangleu est un chef-lieu de commune.

## Administration
La ville de Glangleu est pour le moment gérée par un chef de village.

## Éducation
La ville de Glangleu est dotée d'un groupe scolaire de deux écoles dénommées EPP Glangleu 1 et 2.

### Éducation secondaire
La ville de Glangleu pour le moment n'a pas de Collège.